# Crisis in Six Scenes
Crisis in Six Scenes (Brasil: Crise em Seis Cenas ) é uma minissérie cômica escrita e dirigida por Woody Allen para a Amazon Studios que conta a história de uma família suburbana durante a turbulenta década de sessenta que é visitada por um convidado que coloca suas vidas de cabeça para baixo.
Em setembro do mesmo ano, em entrevista a o The Hollywood Reporter, Allen revelou que a série não teria uma segunda temporada: "Uma segunda temporada seria muito complicada, não sei se quero fazer isso. Foi muito trabalhosa e não sei se sequer funcionará. As pessoas podem acabar odiando e achar que eu deveria ter ficado no cinema, ou curtir ao ponto que desejam que eu fizesse mais - o que tornaria tentador fazer outra, mas não muito." Em entrevista ao Digital Spy sobre a possibilidade de trabalhar em outra série, declarou : “nunca mais, enquanto estiver vivo”.

## Produção
Embalada pela vitória de sua série estréia no globo de ouro do ano de 2015 por Transparent na categoria de melhor serie de comedia/musical, a Amazon anunciou logo em seguida que Woody Allen era sua nova aquisição para escrever e dirigir series para a rede de streaming, situação essa sobre a qual o próprio Allen jogou um balde de água fria ao declarar: "Eu não sei como eu entrei nisso", disse em um comunicado. "Eu não tenho ideias e não tenho certeza por onde começar. O meu palpite é que (o chefe da Amazon Studios) Roy Price vai se arrepender disso".

## Elenco
- Woody Allen como Sidney Munsinger
- Miley Cyrus como Lennie Dale
- Elaine May como Kay Munsinger
- Rachel Brosnahan como Ellie
- John Magaro como Allen Brockman

## Local de filmagem
Por cerca de três semanas no início de 2016, a filmagem dos seis episódios ocorreu em 508 Scarborough Road.

## Recepção pela crítica
Crisis in six scenes não foi bem recebida pela crítica, tendo recebido 33% de aprovação no Rotten Tomatoes. P. Kelly, do Wall Street Journal escreveu: "Todo o esforço parece cansativo, excessivamente familiar e repetitivo. A única coisa que salva esta comédia nada cômica é a sua brevidade: cada um dos seis episódios tem pouco mais de 20 minutos de duração". Quem pegou mais leve foi David Wiegand, do San Francisco Chronicle, que deu nota 3 de 4 para a série da Amazon. "O fato é que a televisão pode suportar personagens mais complicados nos dias de hoje. Allen deveria ponderar isso para seus projetos futuros na TV, mas, enquanto isso, chafurdaremo-nos felizes na inspirada quietude de 'Crisis", disse. O próprio Woody Allen mostraria seu descontentamento com a série ao declarar: "Foi um erro catastrófico para mim".